# Премія імені Едварда Ворнера
Премія імені Едварда Ворнера — найвища нагорода Міжнародної організації цивільної авіації (ІКАО). Її Рада ІКАО присуджує організації некомерційного характеру або особі за видатний внесок у справу розвитку міжнародної цивільної авіації.

## Історія
Премія Едварда Ворнера, що являє собою золоту медаль і відповідний диплом, була заснована Радою ІКАО 8 грудня 1958 року на честь доктора Едварда Пірсона Ворнера — першого Президента Ради, і визнання його видатних заслуг в галузі міжнародної цивільної авіації. Починаючи з 2004 року, ця премія вручається раз на три роки на церемонії, яка проводиться, якщо це можливо, одночасно з черговою сесією Асамблеї ІКАО.
Премію присуджують кандидатам, які зробили значний внесок в тій чи іншій галузі міжнародної цивільної авіації (технічної, економічної, юридичної, в авіаційній медицині, спрощення формальностей, новаторство в галузі цивільної авіації тощо).

## Лауреати
| № п/п | Рік  | Лауреат                                                                                   | Країна            | Коротко про лауреата |
| ----- | ---- | ----------------------------------------------------------------------------------------- | ----------------- | --- |
| 1     | 1959 | Альберг Плесман                                                                           | Нідерланди        | засновник королівських голландських авіаліній KLM, який займав протягом багатьох років пост Президента цієї авіакомпанії                                                                            |
| 2     | 1961 | Міжнародна авіаційна федерація (ФАІ)                                                      |                   | |
| 3     | 1963 | Макс Хайманн                                                                              | Франція           | колишній генеральний секретар цивільної авіації Франції і президент Ради директорів авіакомпанії «Air France»                                                                                       |
| 4     | 1965 | Вільям Гілдред                                                                            | Велика Британія   | генеральний директор Міжнародної асоціації повітряного транспорту |
| 5     | 1968 | Анрі Буше                                                                                 | Франція           | засновник Інституту повітряного транспорту, колишній представник Франції в Раді ІКАО |
| 6     | 1971 | Рубен Мартін Берта                                                                        | Бразилія          | протягом багатьох років займав пост президента авіакомпанії «Varig» |
| 7     | 1972 | Агентство із забезпечення безпеки повітряної навігації в Африці і на Мадагаскарі (АСЕКНА) |                   | |
| 8     | 1973 | Шизума Мацуо                                                                              | Японія            | колишній генеральний директор Агентства у справах аеронавтики Японії і голова Ради директорів авіакомпанії «Japan Airlines»                                                                         |
| 9     | 1974 | Алекс Меєр                                                                                | Західна Німеччина | директор і почесний професор Інституту повітряного і космічного права при Кельнському університеті                                                                                                  |
| 10    | 1975 | Чарльз Ліндберг                                                                           | США               | піонер авіації |
| 11    | 1976 | Центральноамериканська корпорація з аеронавігаційного обслуговування (КОСЕСНА)            |                   | |
| 12    | 1977 | Мохаммед Соліман ель-Хакім                                                                | Єгипет            | перший президент Ради цивільної авіації арабських держав (СГААГ) |
| 13    | 1978 | Дональд Андерсон                                                                          | Австралія         | кавалер ордена Британської імперії второго ступеня, генеральний директор цивільної авіації Австралії і голова авіакомпанії «Qantas»                                                                 |
| 14    | 1979 | Агнар Кофоїд-Хансен                                                                       | Ісландія          | генеральний директор цивільної авіації Ісландії |
| 15    | 1980 | Індалесіо Рего Фернандес                                                                  | Іспанія           | іспанський льотчик, юрист і педагог |
| 16    | 1981 | Гаррі Джордж Армстронг                                                                    | США               | доктор медицини, піонер авіаційної медицини |
| 17    | 1982 | Бернер Гульдімаш                                                                          | Швейцарія         | колишній директор Федерального управління цивільної авіації Швейцарії |
| 18    | 1983 | Кнут Хаммаршельд                                                                          | Швеція            | генеральний директор Міжнародної асоціації повітряного транспорту |
| 19    | 1984 | Моріс Белльонт                                                                            | Франція           | піонер авіації, штурман |
| 20    | 1985 | Аксьонов Олександр Федотович                                                              | СРСР              | вчений-дослідник, інженер і педагог |
| 21    | 1986 | Джеганджир Ратанджі Дадабой Тата                                                          | Індія             | авіатор і ініціатор розвитку повітряного сполучення, який займав протягом багатьох років обіймав пост голови авіакомпанії «Air India»                                                               |
| 22    | 1988 | Аеронавтікл Рейдіо оф Тейленд Лтд. (АЕРОТАЙ)                                              | Таїланд           | |
| 23    | 1989 | Анесья Пінейро Мачадо                                                                     | Бразилія          | одна з перших жінок-авіаторів |
| 24    | 1990 | Ігор Сікорський                                                                           | США               | піонер авіації, авіаційний конструктор н інженер |
| 25    | 1991 | Білл Бредфілд                                                                             | Австралія         | кавалер ордена Британської імперії, керівник управління цивільної авіації та інженер з аеропортів                                                                                                   |
| 26    | 1992 | Едвард Р. К. Двемо                                                                        | Гана              | африканський адміністративний діяч в області цивільної авіації |
| 27    | 1993 | Арнольд Вілфред Джефрі Кін                                                                | Велика Британія   | кавалер ордена Британської імперії, юрист-експерт із законодавства в галузі цивільної авіації |
| 28    | 1994 | Вахаруддін Юсуф Хабібі                                                                    | Індонезія         | професор, доктор технічних наук, авіаційний інженер і активний прихильник розвитку авіаційної промисловості в країнах, що розвиваються                                                              |
| 29    | 1995 | Елрей Бордж Джеппесен                                                                     | США               | ініціатор підготовки і публікації аеронавігаційних карт і інформації, необхідних для безпечного здійснення польотів                                                                                 |
| 30    | 1996 | Інститут повітряного і космічного права Університету Макгілла                             | Канада            | |
| 31    | 1997 | Анодіна Тетяна Григорівна                                                                 | Росія             | науковиця і дослідниця |
| 32    | 1998 | Кеннет Реттрей                                                                            | Ямайка            | генеральний стряпчий Ямайки і експерт-юрист в галузі цивільної авіації |
| 33    | 1999 | Джером Ф. Ледерер                                                                         | США               | авіаційний інженер, першопроходець в області безпеки польотів, засновник Фонду безпеки польотів |
| 34    | 2000 | Сінгапурська авіаційна академія (САА)                                                     | Сінгапур          | |
| 35    | 2001 | Балабуєв Петро Васильович                                                                 | Україна           | генеральний конструктор Авіаційного науково-технічного комплексу імені O. K. Антонова (АНТК) |
| 36    | 2002 | Міжнародна академія авіаційної та космічної медицини (МААКМ)                              |                   | |
| 37    | 2004 | Браєн О'Кіфф                                                                              | Австралія         | інженер-електрик, фахівець з аеронавігаційних систем і ентузіаст впровадження систем зв'язку, навігації, спостереження / організації повітряного руху (CNS / ATM)                                   |
| 38    | 2007 | Сільвіо Фінкельштейн                                                                      | Аргентина         | доктор в галузі авіаційної медицини |
| 39    | 2010 | Нікола Матеско Матт                                                                       | Румунія           | зробив видатний внесок в розробку, популяризацію і розуміння повітряного і космічного права |
| 40    | 2013 | Ассад Котейт                                                                              | Ліван             | зробив значний внесок у розвиток міжнародної цивільної авіації в якості дипломата і посередника |
| 41    | 2016 | Девід Рональд де Мей Воррен                                                               | Австралія         | зробив значний внесок у розвиток міжнародної цивільної авіації в області забезпечення безпеки польотів (у вигляді розробки «чорного ящика» — бортового самописця)                                   |
| 42    | 2019 | Роберто Кобе Гонсалес                                                                     | Мексика           | колишній член Комітету цивільної авіації США (САВ) в момент його створення в 1938 році, делегат від США на Чиказькій конференції 1944 року, яка розробила Конвенцію про міжнародну цивільну авіацію |